# مارین (مکلنبورگ-فورپومرن)
مارین (به آلمانی: Marihn) یک منطقهٔ مسکونی در آلمان است که در پنتسلین واقع شده‌است. مارین ۲۶۰ نفر جمعیت دارد.